# Liste der Baudenkmäler in Gersheim
In der Liste der Baudenkmäler in Gersheim sind alle Baudenkmäler der saarländischen Gemeinde Gersheim und ihrer Ortsteile aufgelistet. Grundlage ist die Veröffentlichung der Landesdenkmalliste im Amtsblatt des Saarlandes vom 22. Dezember 2004 und die aktuelle Teildenkmalliste des Saarpfalz-Kreises in der Fassung vom 9. August 2017.

## Bliesdalheim
| Lage                                 | Bezeichnung                 | Beschreibung | Bild |
| ------------------------------------ | --------------------------- | --- | ---- |
| Bliestalstraße                       | Eiskeller                   | Erbaut im 18./19. Jahrhundert |      |
| Bliestalstraße/Wendalinusstraße Lage | Wegekreuz                   | 1854 |      |
| Bliestalstraße Lage                  | Kath. Kirche St. Wendelinus | Der schlichte Saalbau wurde 1801 als Friedhofskapelle errichtet, 1922 erweitert und um einen Turm mit quadratischem Grundriss ergänzt. 1950 bis 1953 musste die Kirche nach Beschädigungen im Zweiten Weltkrieg saniert werden. Der Barockbau mit dreiseitigem Chorabschluss besitzt einen reich verzierten Hochaltar mit einer Statue des hl. Wendelin aus dem 18. Jahrhundert im Rocailleaufsatz. |      |
| Bliestalstraße 39 Lage               | Bauernhaus                  | Erbaut um 1800 |      |

## Gersheim
| Lage                                                      | Bezeichnung                         | Beschreibung | Bild |
| --------------------------------------------------------- | ----------------------------------- | --- | ---- |
| Bahnhofstraße 3 Lage                                      | Bahnhofsempfangsgebäude             | Der Bahnhof wurde am 1. März 1879 als Durchgangsbahnhof der Bliestalbahn von Zweibrücken nach Saargemünd eröffnet. Das Empfangsgebäude wurde allerdings erst um 1885 erbaut. Der dreigeschossige Putzbau mit Segmentbogenfenstern und Walmdach besitzt auf der Bahnsteigseite einen Eckrisaliten auf der Nordwestecke. Die axialsymmetrische Straßenseite besitzt zwei stark vorspringende Eckrisalite. Die fünfachsige Fassade besitzt Fenster mit Rundbögen, die besonders betont sind. In der mittleren Achse befindet sich der ehemalige Haupteingang zum Bahnhof, der früher wohl alle drei Achsen des Mittelbaus einnahm. Über einem schmalen Sockel verläuft ein stark profiliertes Geschossgesims. Das erhöhte Erdgeschoss und die beiden Obergeschosse sind ebenfalls durch Geschossgesimse getrennt. |      |
| Bliesstraße/Ludwigstraße o. Nr. Lage                      | Wegekreuz                           | 1768 |      |
| Dekan-Schindler-Straße Lage                               | Friedhofskreuz                      | 1839 |      |
| Dekan-Schindler-Straße Lage                               | Kath. Kirche St. Alban              | Der Saalbau mit vier Fensterachsen wurde 1846 nach Entwürfen der Baumeister Schwarzenberger und Ph. Portscheller im klassizistischen Stil erbaut. Über dem massiven Portal aus Sandstein ist ein stufenförmig sich verjüngender Kirchturm in die Fassade integriert. |      |
| Dekan-Schindler-Straße o. Nr. (an kath. Pfarrkirche) Lage | Wegekreuz                           | 18. Jahrhundert |      |
| Dekan-Schindler-Straße 1 Lage                             | Wegekreuz                           | um 1900 |      |
| Dekan-Schindler-Straße 9 Lage                             | Kath. Pfarrhaus mit Terrassengarten | 19. Jahrhundert |      |
| Dekan-Schindler-Straße 12 Lage                            | Wohnhaus mit Gewölbekeller          | 1819 |      |
| Dekan-Schindler-Straße 13 Lage                            | Bauernhaus                          | |      |
| Hauptstraße 24/25/27 (neben Zufahrt) Lage                 | Wegekreuz                           | 1870/71 |      |
| Hauptstraße 25 Lage                                       | Bauernhaus                          | 2. Hälfte 18. Jahrhundert, Ausstattung 1. Viertel 20. Jahrhundert |      |
| Ludwigstraße 8 Lage                                       | Ehemalige Synagoge                  | Nachdem Gersheim 1885 eine eigenständige jüdische Gemeinde erhielt, wurde 1889/90 eine Synagoge erbaut, der auch eine Religionsschule angeschlossen war. Durch Ab- und Auswanderung wurde die Gemeinde allerdings ab 1900 sehr klein und 1914 schließlich aufgelöst. Die Synagoge war schon 1908 geschlossen worden und wurde 1917 verkauft. 1919 übernahm sie ein Maurermeister, der das Gebäude zu einem Wohnhaus umbaute. Der eingeschossige hohe Bau mit Satteldach hatte auf der Giebelseite eine aufgesetzte Gliederung und ein schmuckloses Portal. |      |
| Walsheimer Straße 4 Lage                                  | Wohnhaus mit Arztpraxis             | um 1905 |      |
| Walsheimer Straße 12 Lage                                 | Wohnhäuser, 1940 (Einzeldenkmäler)  | |      |
| Walsheimer Straße 13 Lage                                 | Bauernhof, 1941 (Einzeldenkmal)     | |      |

## Herbitzheim
| Lage               | Bezeichnung                 | Beschreibung                                | Bild |
| ------------------ | --------------------------- | ------------------------------------------- | ---- |
| Rubenheimer Straße | Grabmal für Theobald Ritter | im Garten der ehemaligen Mühle Ritter, 1845 |      |

## Medelsheim
| Lage                   | Bezeichnung                                      | Beschreibung | Bild |
| ---------------------- | ------------------------------------------------ | --- | ---- |
| Außerhalb der Ortslage | Wegekreuz                                        | 18. Jahrhundert |      |
| Außerhalb der Ortslage | Wegekreuz                                        | 1842 |      |
| Außerhalb der Ortslage | Wegekreuz                                        | 1769 |      |
| Burgstraße Lage        | Wegekreuz                                        | 1930 |      |
| Kapellenstraße Lage    | Kreuzigungsgruppe                                | Die Kreuzigungsgruppe von 1804 ist im Stil des Spätbarock erschaffen worden. Die Sockel wurden inzwischen erneuert, ebenso wie das Kruzifix, das nicht mehr im Original erhalten ist. |      |
| Kapellenstraße Lage    | Kreuzkapelle auf dem Friedhof                    | Die ehemalige Wallfahrtskapelle liegt heute inmitten des Dorffriedhofs. Von dem Vorgängerbau ist noch ein Stein mit dem Jahreszahl 1504 im Chor erhalten. Die kleine Kirche wurde 1767 als schlichter barocker Saalbau errichtet. Über dem Eingangsportal thront ein Dachreiter als Glockenturm. |      |
| St.-Martin-Straße Lage | Kreuz am Pfarrhausgiebel                         | Das Kruzifix wächst aus einem stilisierten Felsen und besitzt einen hohen schlanken Sockel mit Inschrift und Jahreszahl. Es wurde 1611 aus Sandstein gefertigt. Der Korpus ist farbig bemalt. |      |
| St.-Martin-Straße Lage | Kath. Pfarrhaus, 18. Jahrhundert (Einzeldenkmal) | Das Pfarrhaus ist ein zweigeschossiger Putzbau aus dem 18. Jahrhundert. Die vierachsigen Längsseiten besitzen vier Segmentbogenfenster. Das Gebäude wird von einem Mansarddach ohne Gauben abgeschlossen. |      |
| St.-Martin-Straße Lage | Kath. Kirche St. Martin mit Ausstattung          | Schon 1350 hatte Medelsheim eine gotische Kirche, die aber 1772 wegen Baufälligkeit und dem raschen Bevölkerungswachstum einem Neubau weichen musste. Nur der Chor blieb bis heute erhalten. Die neue Kirche im Barockstil wurde allerdings im Zweiten Weltkrieg vollkommen zerstört. Nur die Umfassungsmauern des Kirchenschiffes und des Turms konnten erhalten werden. Zwischen 1947 und 1949 wurde die Kirche wieder aufgebaut. 1953 wurde der Turm aufgestockt und das Notdach durch einen Turmhelm ersetzt. In der Sakristei, dem Chor der früheren gotischen Kirche, hatten sich während des Zweiten Weltkrieges durch Witterungseinflüsse Kalkschichten gelöst und so gotische Fresken aus dem 14. Jahrhundert freigelegt. 1954 wurden diese umfassend restauriert und dabei auch das gotische Sakramentshäuschen mit kleinem Gewölbe und ein Okulus freigelegt. Aus gotischer Zeit erhalten ist außerdem eine vermutlich um 1430 geschaffene Altarretabel. |      |

## Niedergailbach
| Lage                        | Bezeichnung                                  | Beschreibung | Bild |
| --------------------------- | -------------------------------------------- | --- | ---- |
| Bischof-Weis-Straße Lage    | Kapelle                                      | Die Marienkapelle wurde 1816 erbaut und 1856 erweitert und umgebaut. Im Zweiten Weltkrieg wurde die Kapelle zerstört, 1968 renoviert und dabei neu gestaltet. Das Gotteshaus mit dreiseitigem Chor ist noch von den Formen des Barock inspiriert. Über dem schmucklosen Eingangsportal befindet sich ein Rundfenster. Die giebelständige Kirche hat auf der Straßenseite weder Eingang noch Fenster. Dort wurde ein eisernes Kreuz angebracht. |      |
| Bischof-Weis-Straße 26 Lage | Getreidemühle mit Ausstattung                | Schon seit 1660 gibt es in der Bischof-Weis-Straße eine Getreidemühle. Um 1885 ersteigerte Jakob Folz vom Drehbrunnerhof die Mühle von Familie Wilbert. Seither ist sie in Familienbesitz. Zwischen 1928 und 1930 wurde die Mühle neu gebaut. Im Zweiten Weltkrieg wurde sie allerdings beschädigt und musste ab 1948 saniert werden. 1966 wurde der Mühlenbetrieb eingestellt. Das Inventar ist bis heute erhalten. Die Einrichtung ist rund 100 Jahre alt und stammt von der Firma Hipkow & Co aus Gassen. Der Mühlengraben mit den Turbinen und alle Maschinen, der Doppelwalzenstuhl mit dem Schrotstuhl und der Glattwalzenseite für Mehl, das Mischsilo für Mehl, die Schrotmühle und das Silo für Kleie sind erhalten. |      |
| Bischof-Weis-Straße 32 Lage | Wegekreuz                                    | Das reich bebilderte Sandsteinkreuz stammt aus dem 18. Jahrhundert und wurde 1999 restauriert. Auf dem verwitterten Sockel ist Katharina mit Rad und eine zweite Figur zu erkennen. Der Schaft wurde mit Reliefs von Maria und Johannes geschmückt. Darüber befindet sich ein Kruzifix. |      |
| Obere Straße                | Wegekreuz                                    | Das Wegekreuz aus dunklem Sandstein zeigt auf dem Schaft über einem Sockel den hl. Hubertus mit Hirsch. Darüber steht auf kleinen Sockel die Jahreszahl 1754, die von einem Totenkopf unterbrochen ist. Darüber ein Kreuz mit Korpus. |      |
| Zum Kastellrech Lage        | Marienfigur in der kath. Kirche St. Nikolaus | Zur Ausstattung der Kirche gehört eine hölzerne Marienfigur aus dem 18. Jahrhundert oder dem 1. Viertel des 19. Jahrhunderts, |      |

## Peppenkum
| Lage                   | Bezeichnung | Beschreibung | Bild |
| ---------------------- | ----------- | ------------ | ---- |
| Altheimer Straße Lage  | Wegekreuz   | 1903         |      |
| Außerhalb der Ortslage | Wegekreuz   | 1897         |      |
| Außerhalb der Ortslage | Wegekreuz   | 1791         |      |
| Mühlenweg Lage         | Wegekreuz   | 1861         |      |

## Reinheim
| Lage                        | Bezeichnung                                                                                          | Beschreibung | Bild |
| --------------------------- | --- | --- | ---- |
| Außerhalb der Ortslage Lage | Weinberghaus                                                                                         | um 1800 |      |
| Bebelsheimer Straße 2 Lage  | Bauernhof                                                                                            | 1940 |      |
| Kirchenstraße               | Kath. Pfarrhaus                                                                                      | Erbaut im 18. Jahrhundert |      |
| Kirchenstraße Lage          | Pfarrkirche St. Markus mit Ausstattung, Turm 12. Jahrhundert, Schiff 18. Jahrhundert (Einzeldenkmal) | Die Saalkirche wurde in den Jahren 1790/91 nach Plänen von Peter Reheis gebaut. Ältester Teil der Kirche ist der aus der Romanik stammende Rundturm auf der Ostseite des Kirchenschiffs. Er wurde um das Jahr 1000 als Wehrturm aus Sandstein errichtet. Ab 1488 wurde der Turm erstmals in der Funktion einer Kirche genutzt. Heute befindet sich im Turm eine Taufkapelle, die man über einen Verbindungsgang durch die Kirche erreicht. Die Inneneinrichtung der Kirche stammt aus Spätbarock/Rokoko. Zur Ausstattung gehört eine spätbarocke Kanzel von Johann Martersteck und ein barocker Hochaltar, der um 1780 entstanden ist. |      |
| Kirchenstraße 2 Lage        | Wohnhaus, 1847 (Einzeldenkmal)                                                                       | Das giebelständige, zweigeschossige Gebäude wurde 1847 unterhalb der Kirche St. Markus erbaut. Auf der Langseite sind acht Fensterachsen. Das Gebäude betritt man über eine Pyramindentreppe in der vierten Achse. Das Portal mit breiter Holztür wird von zwei Pilastern flankiert, die eine weit auskragende Verdachung tragen. Im Abschlussfeld über der Tür ist ein Lorbeerfeston mit Jahreszahl und Initialen untergebracht. Im Erdgeschoss über hohem Sockel sind die hochrechteckigen Sprossenfenster mit Läden erhalten. Das Satteldach ist mit Biberschwänzen gedeckt.                                                        |      |
| Saarlandstraße              | Wirtschaftsgebäude                                                                                   | Erbaut 1843 |      |
| Saarlandstraße              | Kreuzigungsgruppe                                                                                    | um 1800 von Meyer |      |
| Saarlandstraße 14 Lage      | „Susels Kreuz“                                                                                       | Wegekreuz aus dem 18. Jahrhundert |      |

## Rubenheim
| Lage                             | Bezeichnung | Beschreibung | Bild |
| -------------------------------- | --- | --- | ---- |
| Blieskasteler Straße 4 Lage      | Wegekreuz | 1748 |      |
| Ehlinger Weg (Verlängerung) Lage | Wegekreuz | 1778 |      |
| Erfweiler Str. 3 Lage            | Bauernhaus | Das südwestdeutsche Einhaus wurde in der ersten Hälfte des 18. Jahrhunderts als landwirtschaftliches Anwesen erbaut und später auch als Gastwirtschaft genutzt. Der zweigeschossige Putzbau ist heute Sitz des Museums für dörfliche Alltagskultur. |      |
| Pfarrer-Schlick-Straße Lage      | Pfarrkirche St. Mauritius mit Ausstattung, Turm 11. Jahrhundert, Kirche im Zweiten Weltkrieg zerstört, Neubau (Einzeldenkmal) | Das ursprüngliche Kirchengebäude wurde um das Jahr 1000 im typischen Stil der Romanik erbaut. Im 13. Jahrhundert erhielt die Kirche einen Turm mit Satteldach, der 1768 erhöht wurde. In den Jahren 1778/79 wurde das Kirchenschiff um einen Barocksaal erweitert. 1895 wurde nach Entwürfen des Architekten Wilhelm Schulte sen. ein Chor im neuromanischen Stil angebaut und 1927/28 wurde westlich ein Seitenschiff angefügt. Nach kriegsbedingten Zerstörungen erfolgte 1948 bis 1960 der Wiederaufbau durch Albert Boßlet. |      |

## Utweiler
| Lage                                                        | Bezeichnung                                                                           | Beschreibung | Bild |
| ----------------------------------------------------------- | ------------------------------------------------------------------------------------- | --- | ---- |
| Außerhalb der Ortslage (Straße von Peppenkum nach Utweiler) | Wegekreuz                                                                             | 1921 |      |
| Außerhalb der Ortslage (Ortsausgang Peppenkum) Lage         | Wegekreuz                                                                             | 1886 |      |
| Außerhalb der Ortslage (am Eppingerweg) Lage                | Wegekreuz                                                                             | 18. Jahrhundert |      |
| Bruder-Konrad-Straße Lage                                   | Friedhofskreuz                                                                        | 1758 |      |
| Bruder-Konrad-Straße Lage                                   | Altar in der kath. Filialkirche St. Konrad u. Mariä Himmelfahrt, 1748 (Einzeldenkmal) | Unter Denkmalschutz steht in der Kirche St. Konrad und Mariä Himmelfahrt der barocke Altar aus dem Jahr 1748 mit barockem Aufsatz mit figürlichem Reliefschmuck. |      |
| Bruder-Konrad-Straße 7 Lage                                 | Wegekreuz                                                                             | 1784 |      |

## Walsheim
| Lage                      | Bezeichnung | Beschreibung | Bild |
| ------------------------- | --- | --- | ---- |
| Brauereistraße Lage       | Brauereikeller der Brauerei Walsheim, 19. Jahrhundert (Einzeldenkmal)                                                             | Von der 1848 gegründeten Walsheim-Brauerei ist nur ein Teil des Gewölbekellers erhalten. Alle anderen Gebäude des einstmals zu den größten Brauereien des Saarlandes gehörenden Unternehmens wurden Anfang der 1980er-Jahre abgerissen. Der Gewölbekeller mit 16 Kuppeln ragt als eingeschossiger Bau mit Sockel aus dem Erdboden und besitzt kleine quadratische Fenster. Er diente früher als Lager und ist heute Kulturort. |      |
| Brauereistraße 10 Lage    | Villa Brauereidirektor Guttenberger                                                                                               | 1905 von Kuhn |      |
| Gersheimer Straße 17 Lage | Villa Brauereidirektor Schmidt | um 1900 |      |
| Pirminiusstraße Lage      | Kath. Kirche St. Pirminius | Bis zum Bau von St. Pirminius mussten sich die Katholiken in Walsheim die heutige Evangelische Kirche des Ortes als Simultankirche mit den evangelischen Christen teilen. Zwischen 1851 und 1856 wurde dann eine Kirche im neuromanischen Stil errichtet. Der einfache Saalbau mit fünf Fensterachsen besitzt einen Turm mit Eingangsportal, der in die Vorderfront des Langhauses integriert ist. Auf der gegenüberliegenden Seite wurde ein ⅝-Chor angebaut. Der schlichte Bau wird äußerlich von einem farblich abgesetzten Bogenfries geschmückt. |      |
| Pirminiusstraße Lage      | Prot. Pfarrkirche mit Pfarr- und Gemeindehaus, Turm 12. Jahrhundert, Chor 15. Jahrhundert, Schiff 18. Jahrhundert (Einzeldenkmal) | Von der einstmals romanischen Kirche ist nur der alte quadratische Turm mit zweiseitigen Satteldach erhalten. Im Jahr 1289 wurde ein gotischer Chor angebaut. 1750 wurde das Langhaus umgebaut und in barockem Stil verändert. 1855 wurde das heutige Eingangsportal mit einer Vorhalle im Turm errichtet. |      |
| Pirminiusstraße 28 Lage   | Prot. Pfarrhaus | 19. Jahrhundert |      |
| Pirminiusstraße 30 Lage   | Gemeindehaus | 19. Jahrhundert |      |